# Kaare Wahlberg
Kaare Wahlberg född 3 juli 1912 i Hamar i Hedmark fylke, död 29 februari 1988 i Hamar, var en norsk backhoppare som tävlade för Hamar idrettslag (HIL), nu Hamar Skiklubb.

## Karriär
Kaare Wahlberg blev norsk juniormästare i backhoppning 1931, 18 år gammal. Han fick därmed en plats i norska skidlandslaget som skulle tävla i Skid-VM i Oberhof i Tyskland 1931. I VM-tävlingen överraskade han med en femteplats i Hindenburgschanze (svenska: Hindenburgerbacken) (nu: Thüringenschanze). Landsmannen Birger Ruud vann tävlingen. Wahlberg var 9,0 poäng bak guldvinnaren Ruud och 2,5 poäng från pallplats (Sven Eriksson (senare Sven Selånger) från Sverige tog bronset. 
Vid olympiska spelen i Lake Placid i New York 1932 tävlades det i Intervale Ski Jump Complex, en K61-backe. Wahlberg lå som nummer fyra efter första omgången. Han var tredje bäst i andra omgången och säkrade bronset och en trippel för Norge tillsammans med guldvinnaren Birger Ruud och Hans Beck, båda från Kongsberg.
Vid hemkomsten efter OS, vann Kaare Wahlberg juniorklassen i Holmenkollen. Han blev nummer tre i norska mästerskapen 1933, han bästa resultat i nationella mästerskapen. Han hade också goda resultat i Holmenkollen och nationella mästerskap följande säsonger.
Kaare Wahlberg kvalificerade sig til OS i Garmisch-Partenkirchen i Tyskland 1936. Wahlberg låg på tredjeplats efter första omgång, men tappade bronsmedaljen till landsmannen Reidar Andersen efter två omgångar. Birger Ruud blev olympisk mästare 1,7 poäng före Sven Eriksson (efter silvermedaljen antog han efternamnet "Selånger" efter hans hemort, då många svenskar redan hade Eriksson som efternamn).
Backhoppskarriären till Kaare Wahlberg avbröts 1940 - 1945 på grund av världskriget, men han fortsatte att tävla efter kriget och blev bland annat nummer 12 i Holmenkollen så sent som 1949.

## Övrigt
Wahlberg var född i Hamar och bodde och arbetade där stora delar av livet. Av yrke var han typograf.